# دنی مولن
دنی مولن (انگلیسی: Danny Mullen؛ زادهٔ ۱ مارس ۱۹۹۵) بازیکن فوتبال اهل بریتانیا است.